# Канадский полк специального назначения
Кана́дский полк специа́льного назначе́ния (англ. Canadian Special Operations Regiment, CSOR, фр. Régiment d'opérations spéciales du Canada) — подразделение КССНК специального назначения высокой степени готовности, численностью не превышающее батальона. КПСН может проводить и помогать при проведении широкого спектра миссий, включая прямое действие, оборонную дипломатию и военное содействие, специальную разведку и внутренний контртерроризм.

## История подразделения
Подразделение ведёт свою историю от Первых войск специальной службы — легендарного подразделения канадо-американских войск специального назначения, созданного в 1942 г. и заслужившего прозвище «Чёрные дьяволы» за отважные ночные нападения на германские войска на береговом плацдарме Анцио.
В апреле 2005 был опубликован новый официальный отчёт о военной политике канадского правительства. Он включал в себя идею о специалистах оперативного реагирования для международных операций, состоящих из «войск специального назначения» (вроде расширенной 2-й Объединённой оперативной группы и одного из лёгких батальонов.
Эта идея операций сходна с устройством Группы поддержки войск специального назначения Группы сил специального назначения Великобритании, поддерживающей хорошую организацию подразделений войск специального назначения. В результате это привело к созданию Канадского полка специального назначения, хотя КПСН не должен был ограничиваться вспомогательной ролью.